# Symphyta
Los sínfitos (Symphyta) son un suborden de himenópteros, probablemente parafilético, que incluye los miembros hermanos al resto de grupos del orden. Se conocen con el nombre común de moscas de sierra o moscas portasierra por la apariencia del ovipositor que recuerda a la hoja de una sierra. Las hembras usan el ovipositor para cortar las plantas donde pondrán sus huevos; algunas especies, no obstante, tienen ovipositores delgados para taladrar profundos agujeros en la madera.
Los sínfitos se diferencian  del resto de los apócritos (Apocrita) porque carecen de la "cintura de avispa" (conexión estrecha entre el abdomen y el tórax). 
Los adultos, salvo aquellos de la familia Cephidae, tienen estructuras en la parte inferior del ala que ayudan al sostén de las mismas cuando el insecto está en reposo. Estas estructuras están ausentes en los miembros del suborden Apocrita, y se localizan detrás del escutelo en el tórax.

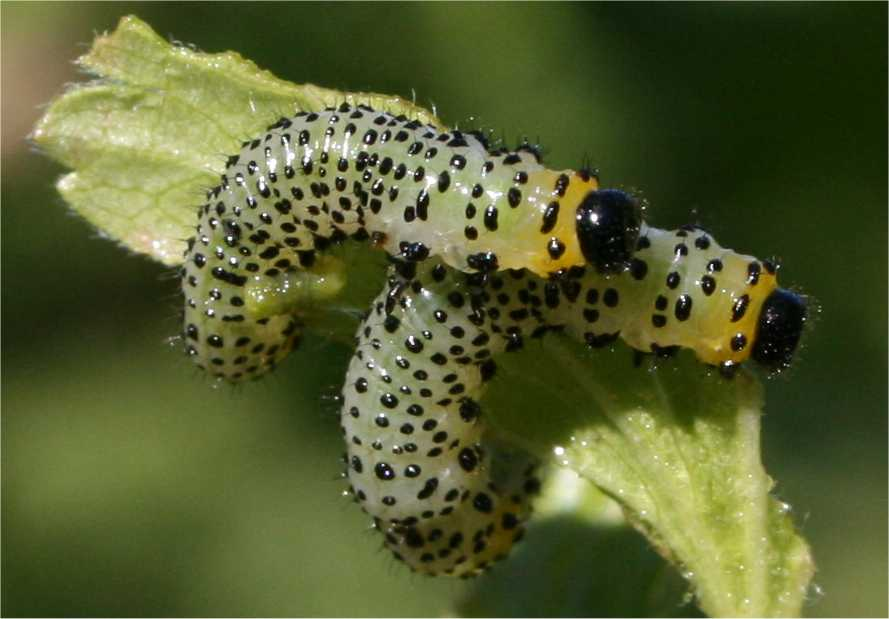
Larva de Nematus ribesii, familia Tenthredinidae.

## Descripción

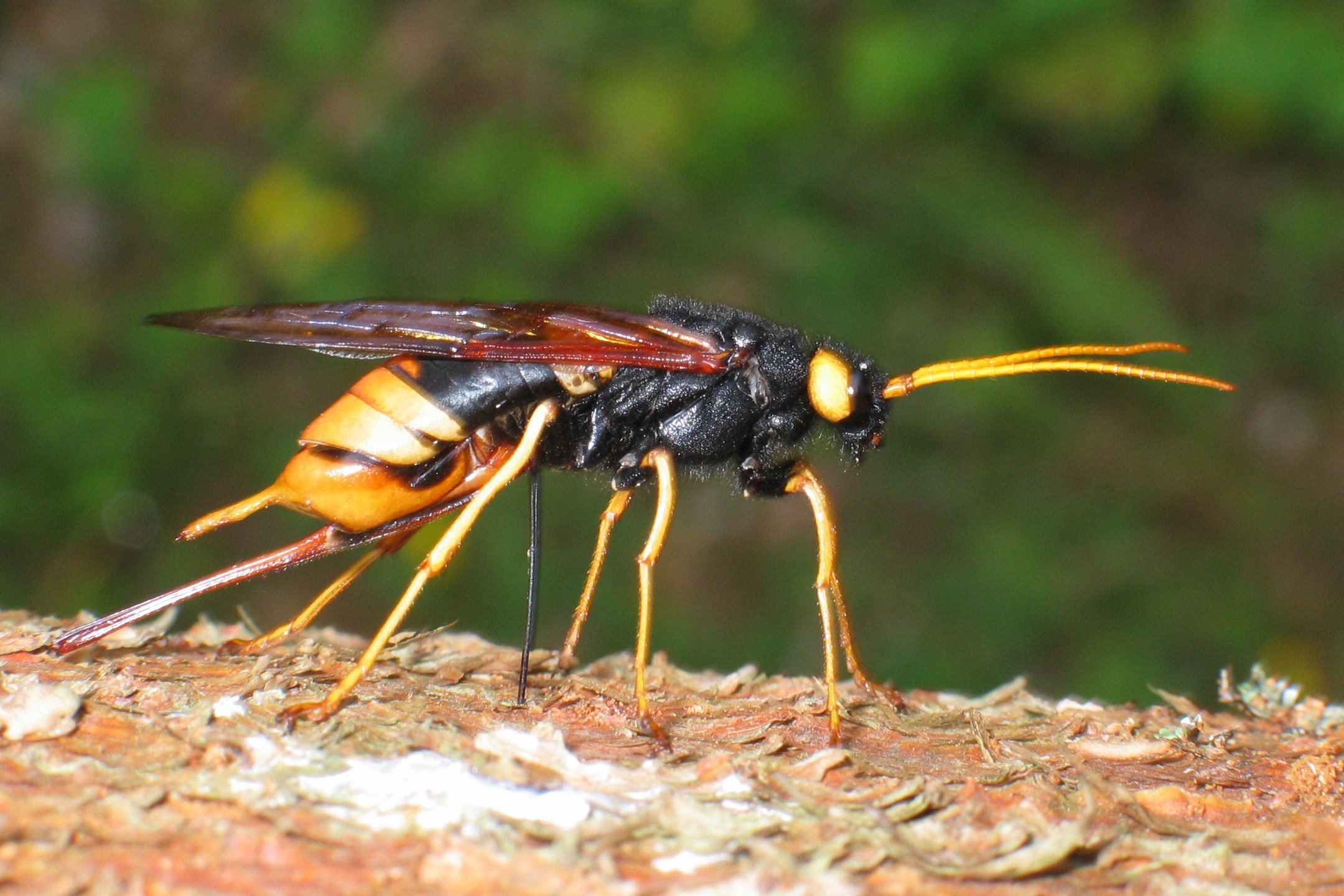
Sirice gigante de la madera, Urocerus gigas, mímico batesiano de una avispa poniendo huevos

Muchas especies de sínfitos han mantenido sus características ancestrales a través del tiempo, especialmente sus hábitos herbívoros, venación de las alas y abdomen sin modificaciones, donde los dos segmentos primeros son semejantes a los siguientes. La ausencia de una "cintura de avispa" distingue a los sínfitos de los otros miembros de Hymenoptera. Algunos presentan mimetismo batesiano con coloración similar a la de abejas y avispas y con ovipositor que parece un aguijón, si bien son incapaces de picar. La mayoría son de vuelo débil. Los sínfitos varían en tamaño. Uno de los más grandes es Urocerus gigas, que puede alcanzar 20 mm de longitud. El sínfito fósil más grande conocido es Hoplitolyda duolunica del Mesozoico, con 55 mm de longitud y envergadura de 92 mm. Las especies más pequeñas alcanzan 2,5 mm.

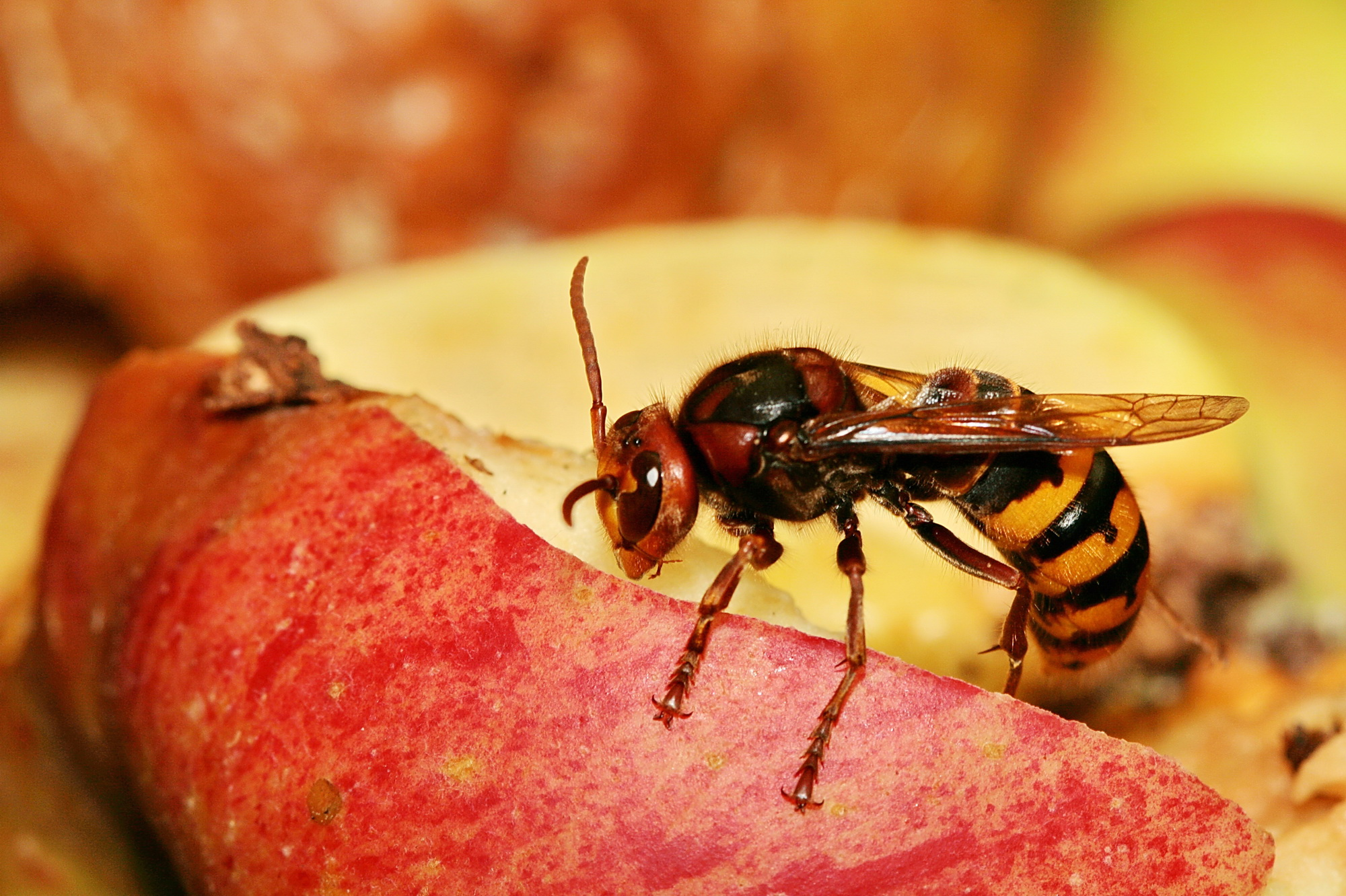
Avispón europeo con cinturón de avispa y con aguijón, no un sínfito.

Las cabezas de los sínfitos varían en tamaño, forma y robustez, así como en la posición de los ojos y antenas. La cabeza es hipognata, es decir que las piezas bucales se dirigen hacia abajo. Pueden dirigirlas hacia adelante cuando giran la cabeza en forma de péndulo. Las antenas tienen desde 6 segmentos en la familia Accorduleceridae hasta 30 en Pamphiliidae.

## Ciclo biológico
Las larvas de sínfitos se asemejan a orugas de mariposas y polillas (se llaman larvas eruciformes). Varios rasgos morfológicos las distinguen de ellas. Además de los tres pares de patas torácicas que ambos tipos de larvas tienen, las orugas presentan 5 pares de patas falsas en los segmentos abdominales 3 a 6 y 10(excepto las orugas de Geometridae que tienen solo uno o dos pares de patas falsas). Las larvas de sínfitos generalmente tienen 8 pares en los segmentos abdominales 2 a 8 y en el 10. Otra diferencia es que las patas falsas de larvas de sínfitos carecen de pequeños ganchitos como las de orugas. Las patas falsas desaparecen gradualmente cuando se acerca el momento de pupar y eso hace más difícil la diferenciación. Las larvas de sínfitos tienen un solo par de ojos diminutos, mientras las orugas tienen de cuatro a seis ojos a cada lado de la cabeza.

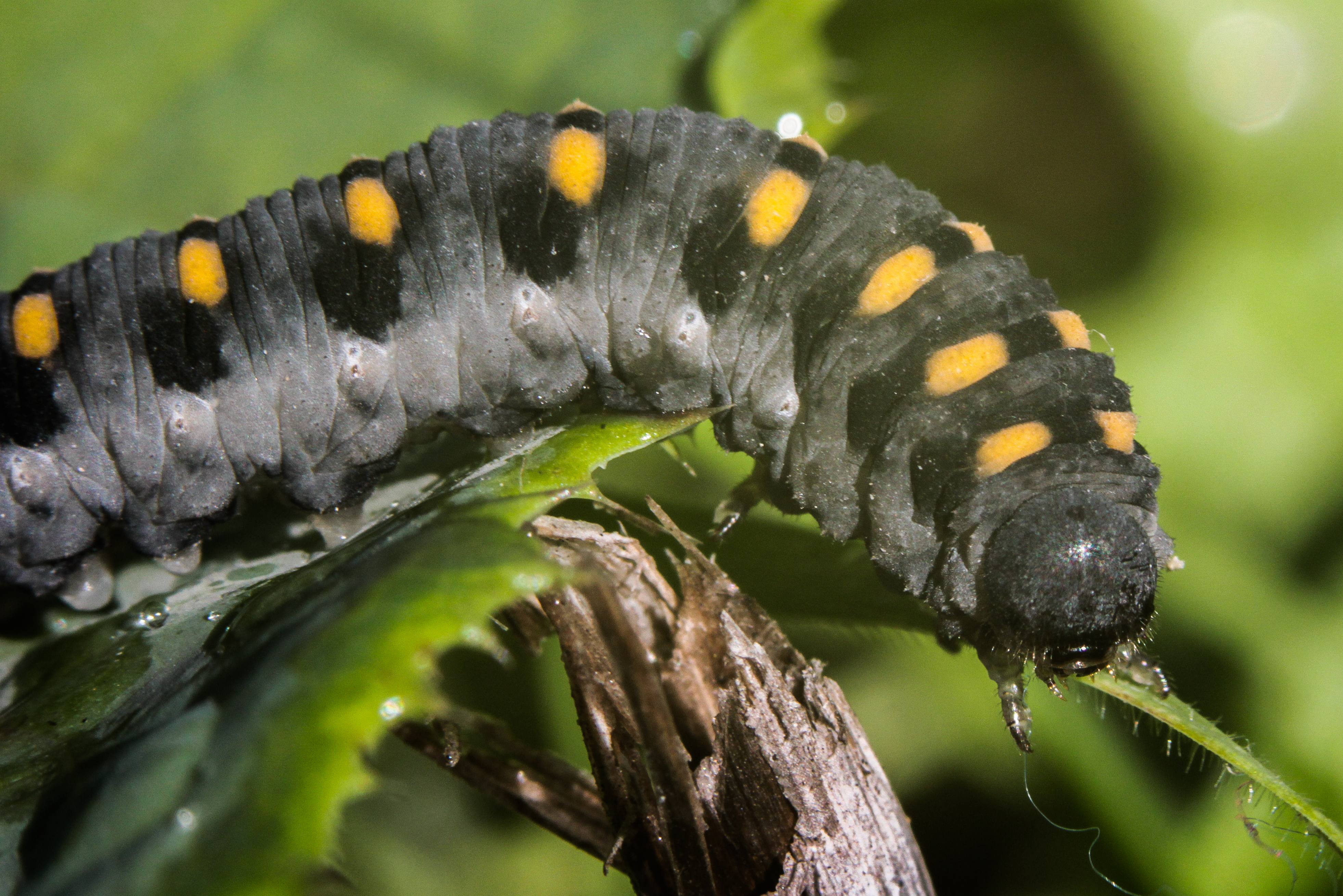
Larva de Abia sericea con coloración aposemática y con apariencia similar a las orugas de lepidópteros

Las larvas de sínfitos son herbívoras, desarrollándose en una amplia variedad de plantas, siendo bastante específicas en el tipo de planta utilizada como alimento. Las larvas de unas pocas familias, por ejemplo Orussidae, carecen de ojos y aun de patas o las tienen muy reducidas. Tales larvas hacen túneles en el tejido de las plantas y aun en madera. Las larvas de muchas especies tienen colores llamativos, blanco y negro o blanco y amarillo. Es un caso de aposematismo, advirtiendo su toxicidad a los depredadores.
Generalmente hay una sola generación por año. Pasan el invierno en forma de larva madura o de pupa envuelta en un capullo o en algún lugar refugiado; los que son comedores externos, en el suelo y los internos, en el interior de la planta. Algunas especies, especialmente las de mayor tamaño, necesitan más de un año para completar su ciclo vital. Los adultos son de vida muy corta, algunos viven de 7 a 9 días  no necesitan alimentarse. Se alimentan de una inmensa variedad de fuentes, hongos, plantas u otros insectos; savia, polen o néctar, material en descomposición, etc. Las piezas bucales están adaptadas a todos esos tipos de alimentación, desde mandíbulas trituradoras a tubos para beber néctar o savia.

### Ciclo biológico deCladius difformis

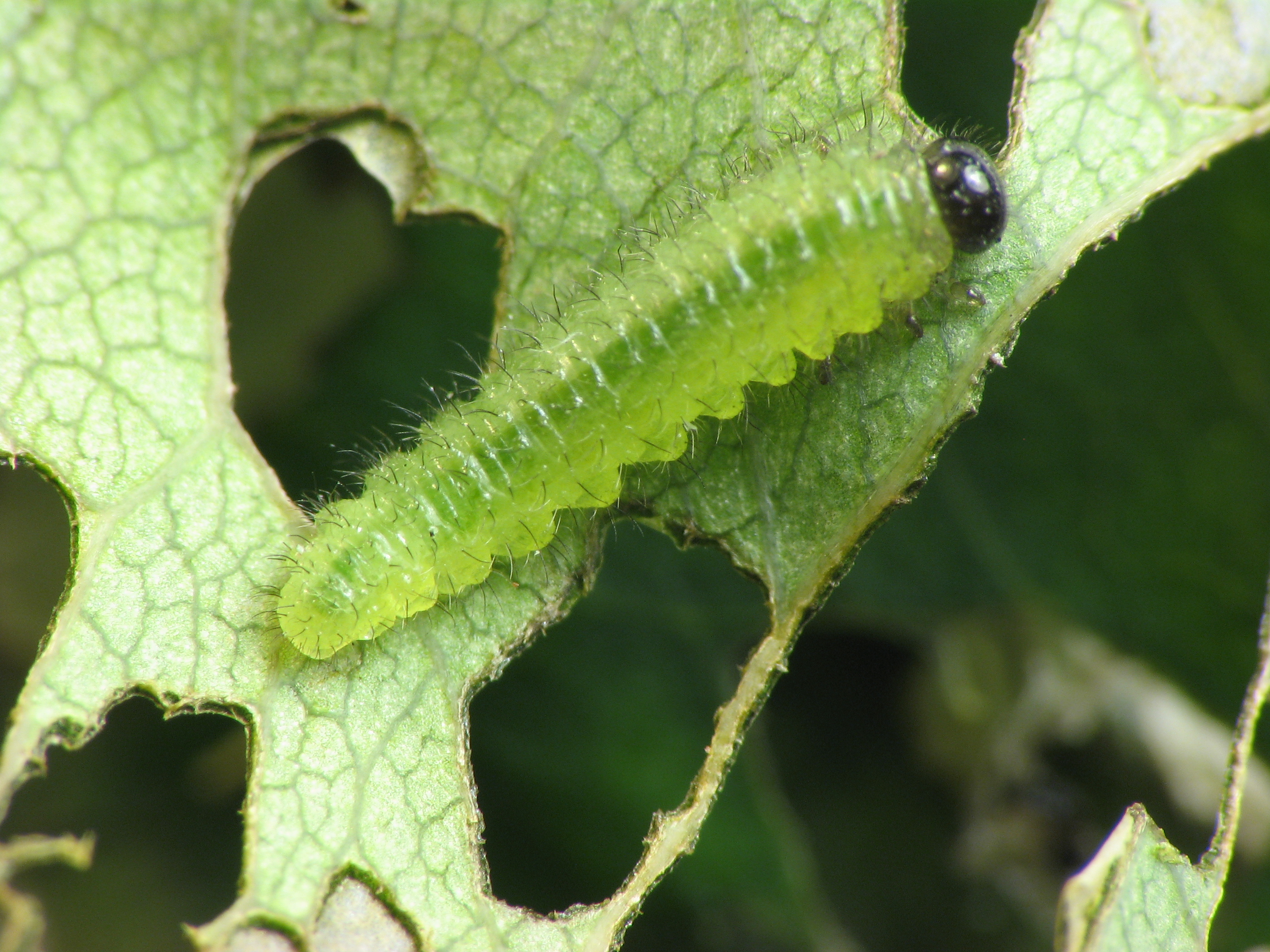
Larva
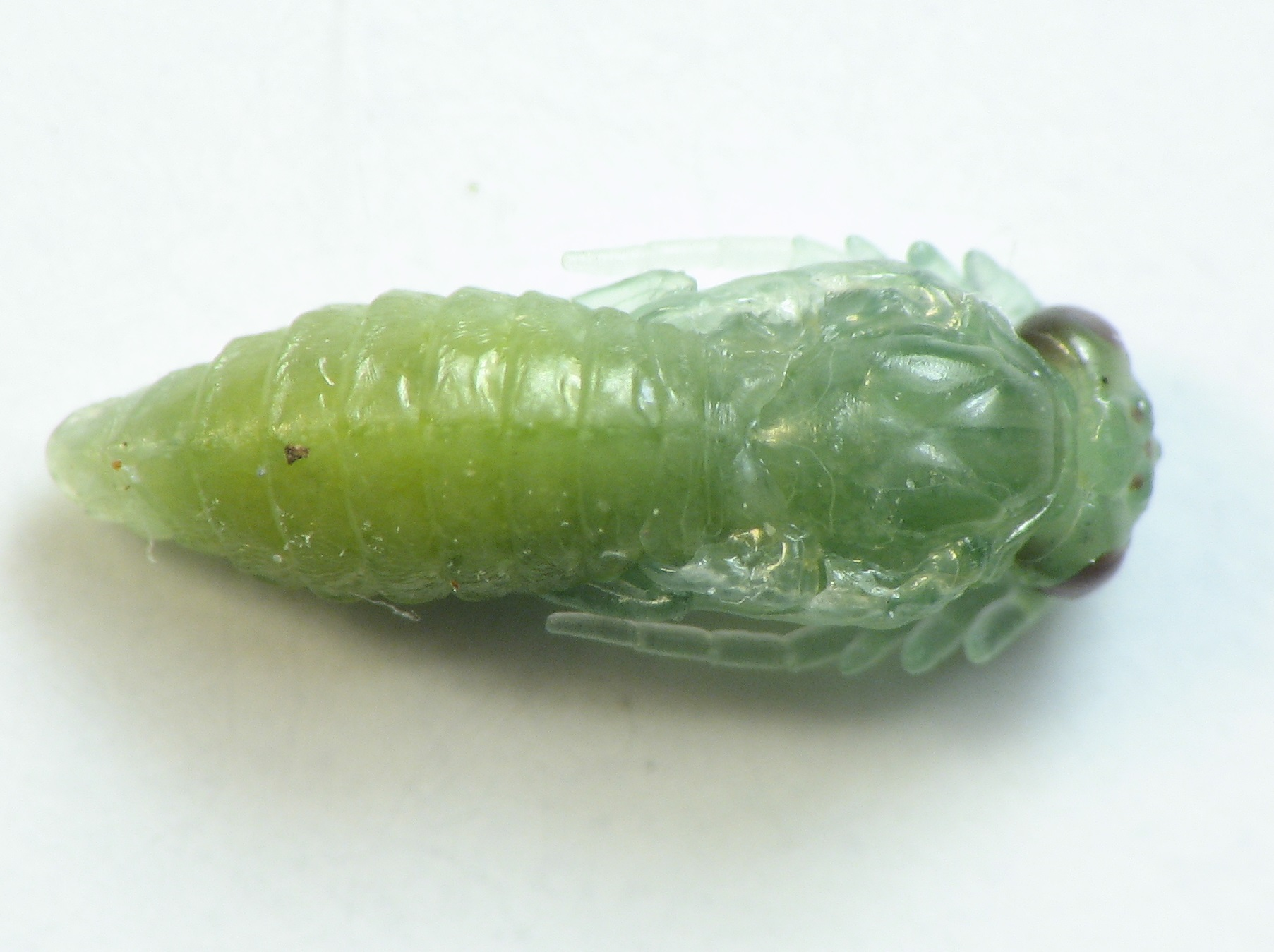
Pupa, vista dorsal
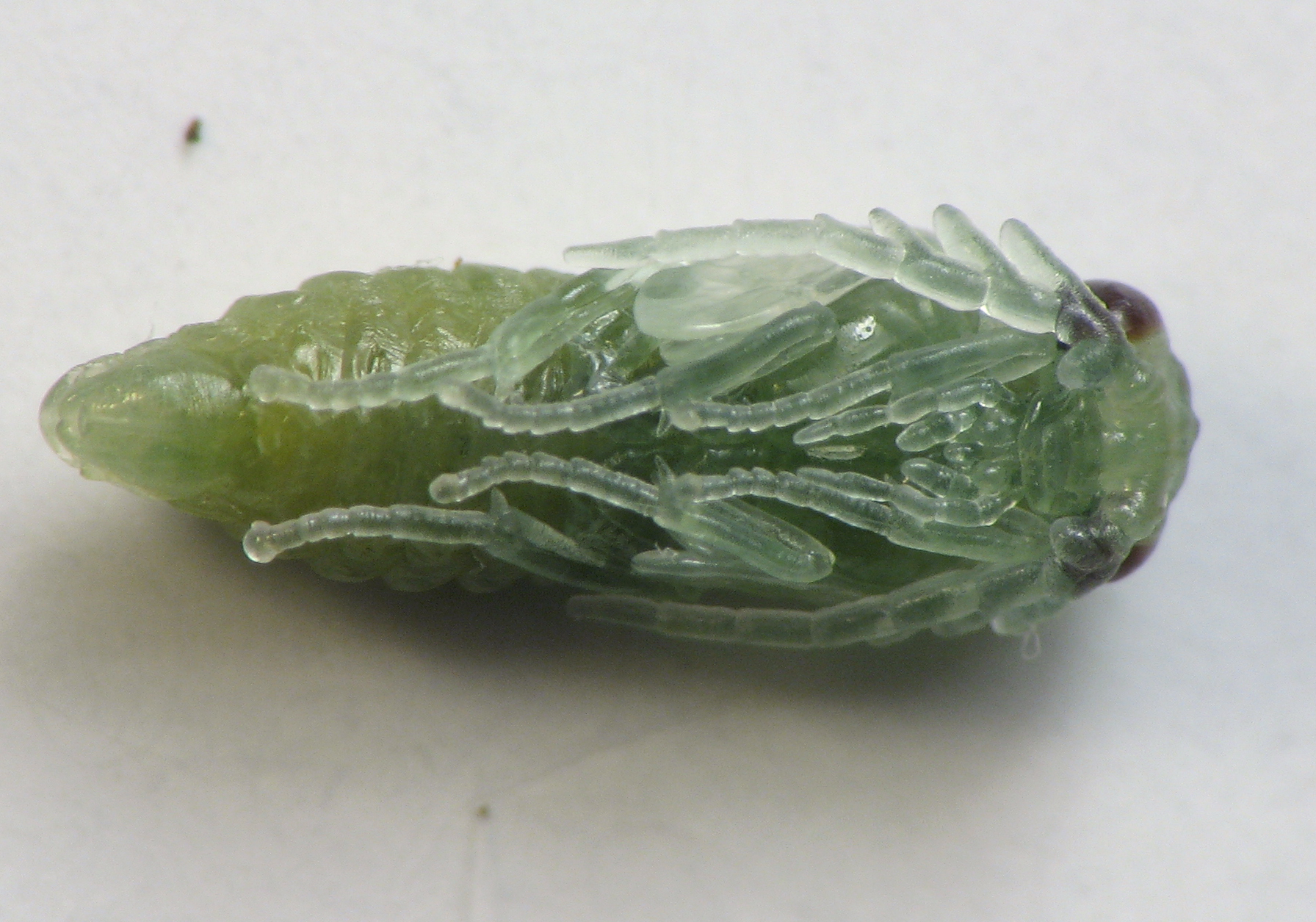
Pupa, vista ventral
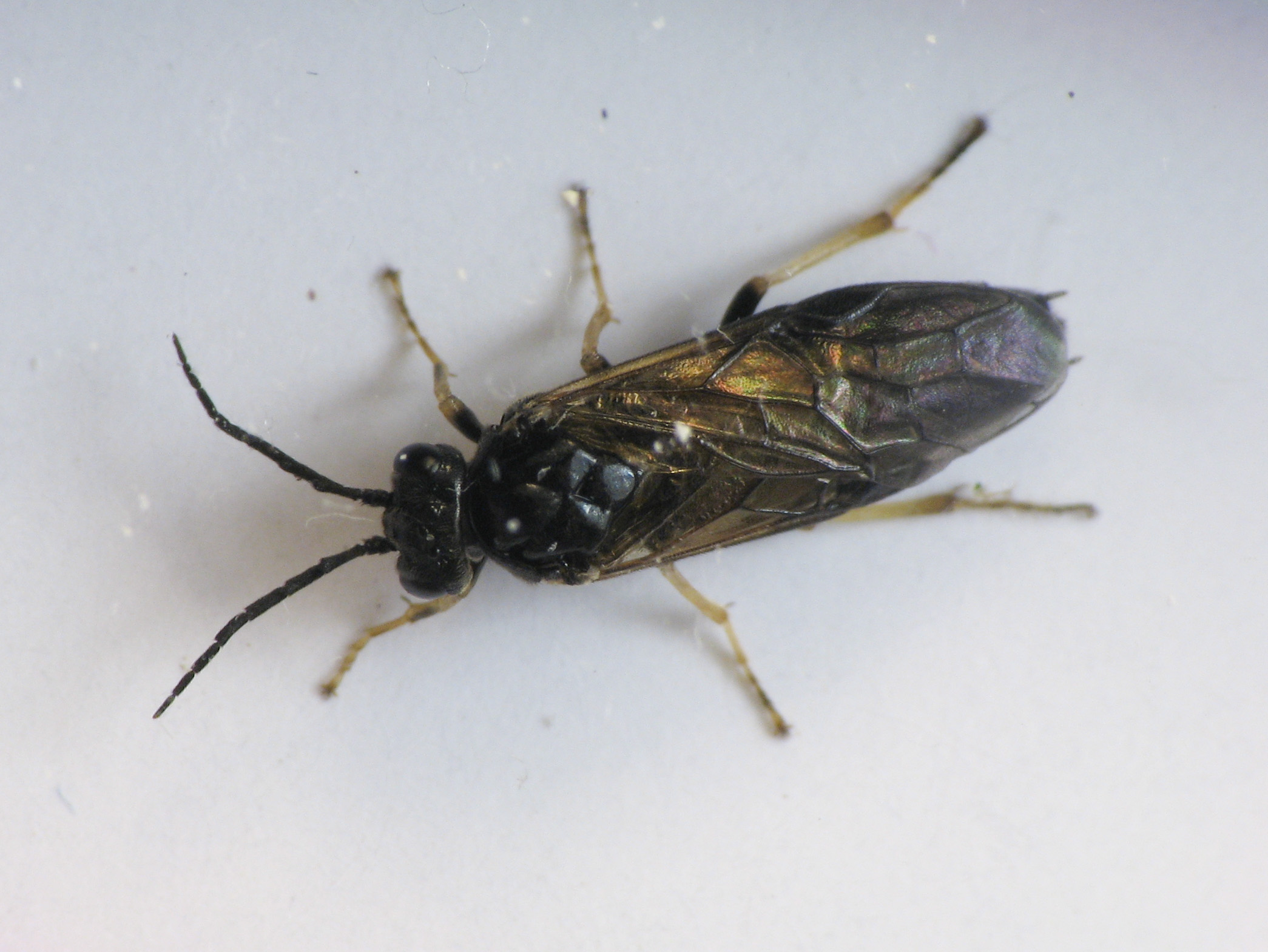
Hembra
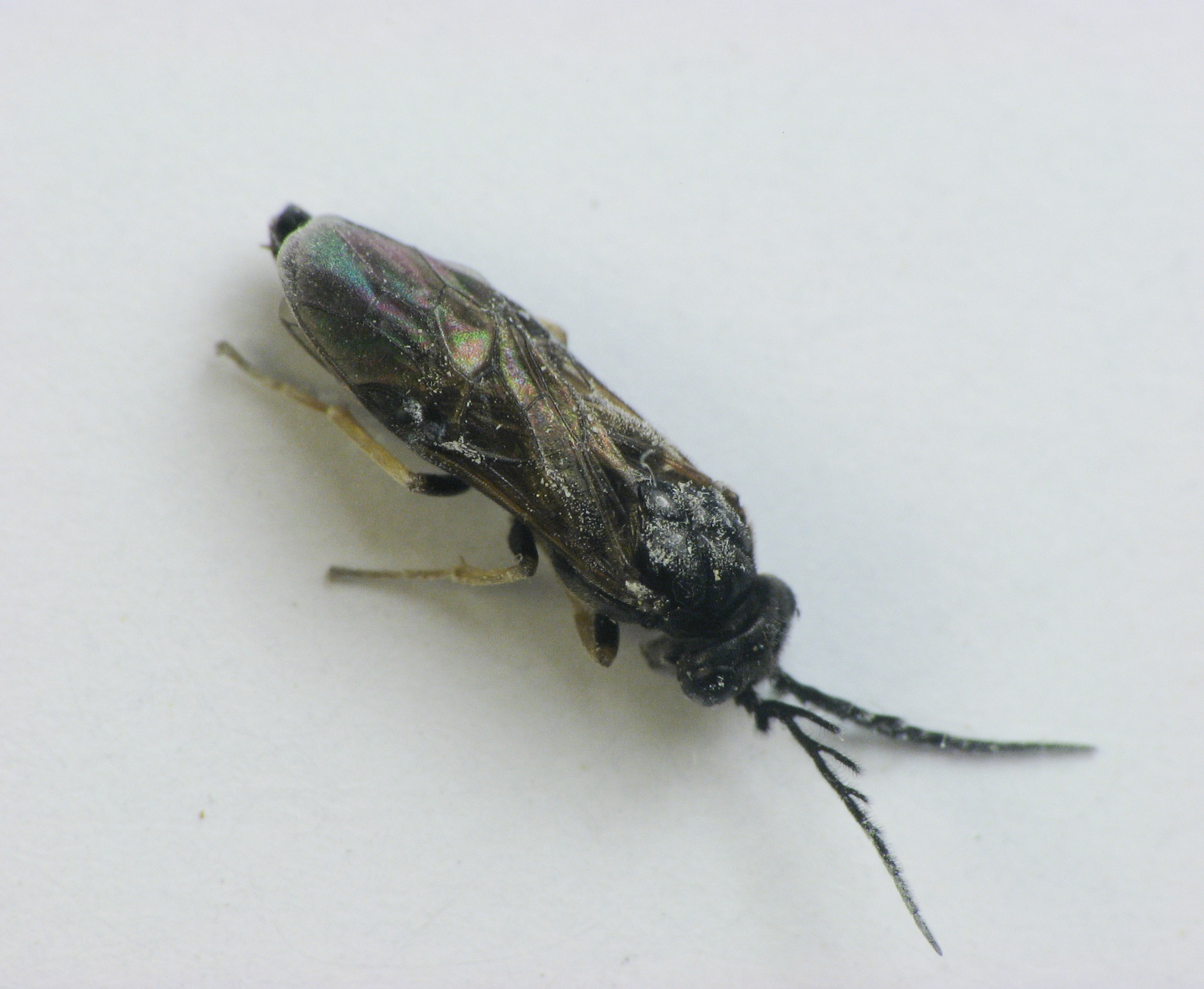
Macho

## Distribución
Los sínfitos están ampliamente distribuidos por el mundo. La familia más numerosa, Tenthredinidae, con alrededor de 5000 especies, se encuentra en todos los continentes, excepto Antártida y Nueva Zelanda; son muy escasos en Australia. Son más abundantes y diversos en las regiones templadas del hemisferio norte. La segunda familia en número de especies, Argidae, con alrededor de 800 especies, también es de distribución mundial, pero es más común en regiones tropicales, especialmente en África, donde se alimentan de angiospermas herbáceas. De las familias restantes, Blasticotomidae y Megalodontidae son paleárticas; Xyelidae, Pamphilidae, Diprionidae, Cimbicidae y Cephidae son holárticas; mientras Siricidae es principalmente holártica con algunas especies tropicales. La familia parasítica Orussidae es de distribución mundial, más común en regiones tropicales y subtropicales. La familia de los taladradores de madera, Xiphydriidae es de distribución mundial, pero la mayoría viven en zonas subtropicales de Asia.

## Importancia económica

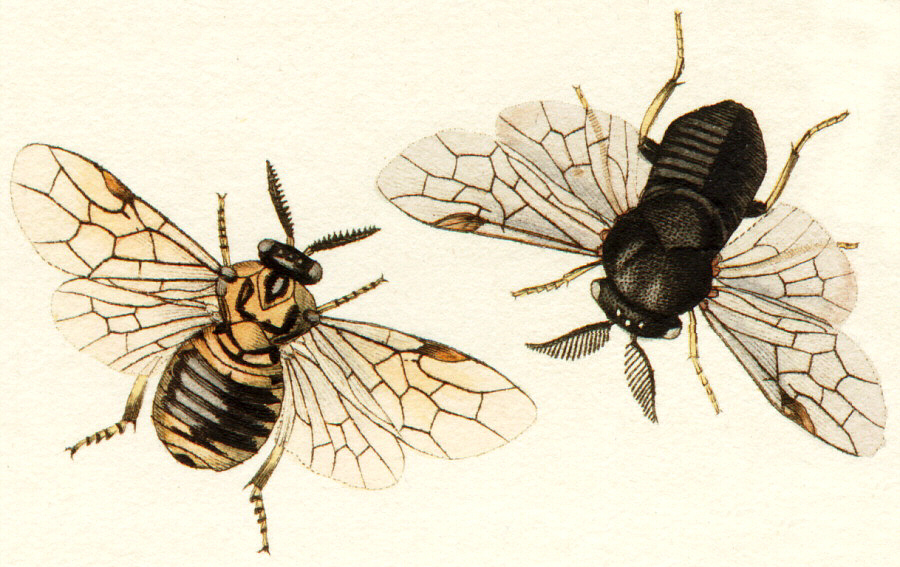
Diprion pini macho y hembra, plaga forestal

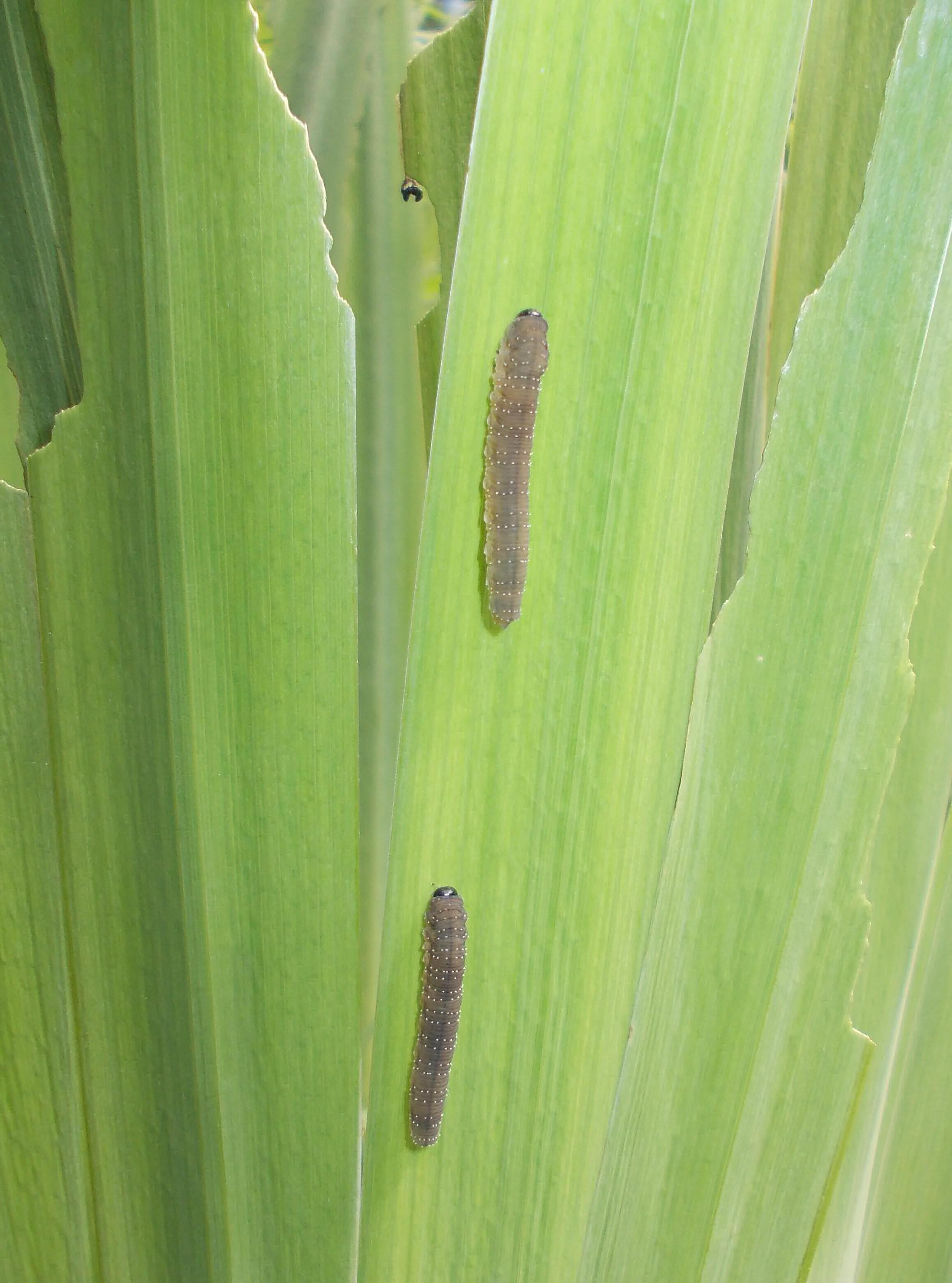
Larvas de Rhadinoceraea micans, plaga de Iris pseudacorus, y daño a la planta huésped

Las avispas sínfitas causan serios daños forestales. Por ejemplo, especies de Diprionidae, como Diprion pini y Neodiprion sertifer destruyen arboledas de pinos en regiones de Escandinavia. En casos en que los árboles son grandes o las poblaciones de larvas son bajas el daño es mínimo. 
También causan serios problemas para la horticultura. Ciertas especies se especializan en ciertas plantas, por ejemplo las larvas de Rhadinoceraea micans se alimentan de lirios incluyendo el lirio amarillo (Iris pseudacorus). Las avispas sínfitas de las rosas, Arge pagana y Arge ochropus, devoran los rosales.
El sírice gigante, Urocerus gigas, tiene un ovipositor largo  y con su colorido negro y amarillo es un buen mímico de las avispas. A pesar de su apariencia alarmante no puede picar porque carece de aguijón. Deposita sus huevos en pinos, "abetos" (Picea) o alerces. Las larvas se alimentan de la madera abriendo túneles que causan daños económicos.
Se pueden tomar diversas medidas para combatir las avispas de la madera. Se pueden colectar las larvas a mano y depositar en agua hirviente o queroseno, aunque esto no es práctico en plantaciones. Se pueden usar depredadores o parasitoides como controles biológicos. También se usa la fumigación con insecticidas tales como malatión, dimethoate y carbaril.